# 范文治

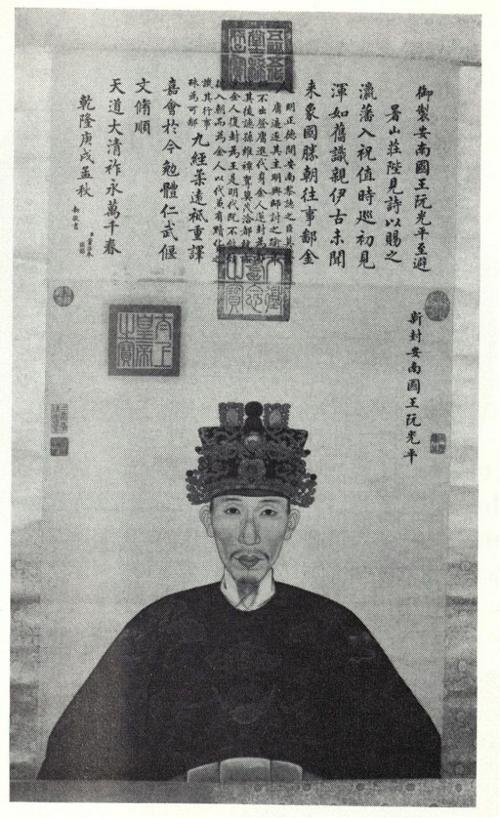
中南海紫光閣舊藏「新封安南國王阮光平像圖」。據《越南史略》，此「安南國王阮光平」實為范公治假冒。

范文治（越南语：／，？—？），又名范公治（越南语：／），越南西山朝將領。
范公治是西山朝太尉范公興的次子，娶光中帝阮惠之女為妻，成為駙馬，獲封郡公。1789年，阮惠擊退清軍的入侵後，阮惠決定向清朝求和。由於范公治相貌與其相似，阮惠便派遣范公治假冒自己，前往清朝覲見乾隆帝。乾隆帝在熱河行宮召見了使團，命畫師繪安南國王像以贈之。
1801年，舊阮的阮福映御駕親征北伐西山朝，兵至思容海口，攻打富春（今順化），黎質與黎文悅為先鋒。范公治佔據龜山（今靈蔡山），豎立木柵欄抵抗，被黎文悅從背後突襲，戰敗逃跑，途中於澄河被俘。